# Guardia Civil (Filipinas)
La Guardia Civil de Filipinas fue la rama de la Guardia Civil española organizada bajo la Capitanía General de Filipinas y un componente del Ejército español. Se disolvió tras la Guerra hispano-estadounidense. Luego de la guerra filipino-estadounidense, el gobierno ocupante estadounidense la sustituyó por la Policía de Filipinas (PC).

## Historia
La Guardia Civil fue introducida en Filipinas por el gobierno español en 1868, durante el mandato del capitán general Carlos María de la Torre y Navacerrada. La organización comenzó con un tamaño de una división o alrededor de 1.200 hombresen 1880 y este tamaño se mantuvo hasta 1897, donde la Guardia Civil en Filipinas aumentó a un tamaño de tres divisiones o más de 3.600 hombres. Dos estaban estacionadas en Luzón y la tercera en las Bisayas.

### Composición
La mayoría de guardias civiles eran nativos no criollos, conocidos entonces como indios, que constituían aproximadamente el 60 % del total de la fuerza.

### Función
La Guardia Civil de Filipinas siguió de cerca la organización de la institución en la península. Los oficiales procedían del ejército regular español y normalmente, formaban patrullas compuestas por dos hombres, conocidas como binomios. En 1897, el cuerpo contaba con 155 oficiales españoles.
La Guardia Civil estaba facultada para imponer sanciones por infracciones a la ley y a las ordenanzas locales. Podían detener a personas y el gobierno colonial español no prohibió a la Guardia Civil utilizar técnicas de tortura en los interrogatorios. Algunas fuentes documentan que incluso podían matar a sospechosos sin juicio previo si ofrecían resistencia.
Durante la primera fase de la Revolución filipina (1896-1897), la Guardia Civil constituía alrededor del 60 % del componente nativo de las fuerzas militares españolas en la colonia.

### Guardia Civil Veterana
La Guardia Civil Veterana se formó durante el periodo de 1871 a 1872 bajo el mando del gobernador general Rafael Izquierdo y Gutiérrez para ser la fuerza de gendarmería urbana de Manila. Esta organización comenzó con 37 oficiales y 322 hombres el 11 de julio de 1872. En 1898 contaba con 14 oficiales y 325 hombres.

## Literatura
Los trabajos de la Guardia Civil en Filipinas también pueden verse en las novelas de ficción de José Rizal, Noli Me Tángere y El filibusterismo.
En cuanto al supuesto proceso de interrogatorio, Rizal describe en el capítulo 57 de Noli Me Tángere cómo un personaje de ficción llamado Tarsilo, es supuestamente torturado hasta la muerte por la Guardia Civil. En esa misma parte del libro, consta que otro cierto personaje ficticio llamado Andong Sintó-sintó fue supuestamente enviado a la capital, Manila, para ser encarcelado por el mero hecho de recoger plátanos para cenar.
En el capítulo quinto de El filibusterismo, otro personaje ficticio, el cochero, es supuestamente atracado, golpeado y llevado a prisión por un agente de la Guardia Civil por no mostrar su cédula.